# 生活 (アルバム)
『生活』（せいかつ）は、エレファントカシマシの4枚目のスタジオ・アルバム。EPIC/SONY RECORDSから1990年9月1日に発売された。

## 概要
前作『浮世の夢』より1年ぶりの新譜。収録曲数はミニ・アルバム扱いとなる7曲だが、総収録時間がフル・アルバム相当に値したため、定価もフル・アルバム扱いとなった。ブックレット撮影はハービー山口。

## 収録曲
全作詞・3除く全作曲：宮本浩次
全編曲：エレファントカシマシ
ストリングスアレンジ：千住明
1. 男は行く (6:58)
5thシングル曲。
2. 凡人 -散歩き- (5:56)
3. too fine life (4:31)
作曲：石森敏行・宮本浩次
5thシングルのカップリング曲。
4. 偶成 (7:16)
5. 遁生 (12:05)
6. 月の夜 (3:05)
7. 晩秋の一夜 (10:08)